# L'Isle-Jourdain, Gers
L'Isle-Jourdain (okcitansko L'Isla de Baish) je naselje in občina v južnem francoskem departmaju Gers regije Jug-Pireneji. Leta 2008 je naselje imelo 7.025 prebivalcev.

## Geografija
Naselje leži v pokrajini Gaskonji ob reki Save, 44 km vzhodno od Aucha.

## Uprava
L'Isle-Jourdain je sedež istoimenskega kantona, v katerega so poleg njegove vključene še občine Auradé, Beaupuy, Castillon-Savès, Clermont-Savès, Endoufielle, Frégouville, Giscaro, Lias, Marestaing, Monferran-Savès, Pujaudran, Razengues in Ségoufielle z 9.951 prebivalci.
Kanton Isle-Jourdain je sestavni del okrožja Auch.

## Zanimivosti
- most pont Tourné, iz 13. stoletja,
- zvonik iz 14. stoletja,
- kolegial sv. Martina, iz 18. stoletja,
- kapela sv. Jakoba, znotraj Doma upokojencev,
- nekdanja tržnica iz 19. stoletja, danes muzej evropske zvonarske umetnosti,
- château de Panat, dvorec iz konca 19. stoletja,
- park Clos fleuri,
- jezero lac de L'Isle-Jourdain.

## Pobratena mesta
- Carballo (Galicija, Španija),
- Motta di Livenza (Benečija, Italija).